# Z39.50
Z39.50 – protokół wyszukiwania i pobierania informacji z różnych baz danych, często oddalonych od komputera docelowego np. pobieranie danych z biblioteki narodowej do lokalnej biblioteki. Protokół ten jest zdefiniowany w standardzie ANSI/NISO Z39.50 oraz ISO 23950.
Jest on wykorzystywany przez biblioteki na całym świecie do wymiany danych bibliograficznych.